# Біджеґан
Біджеґан (перс. بيجگان) — село в Ірані, у дегестані Джасб, у Центральному бахші, шахрестані Деліджан остану Марказі. За даними перепису 2006 року, його населення становило 326 осіб, що проживали у складі 135 сімей.

## Клімат
Середня річна температура становить 11,32 °C, середня максимальна – 29,26 °C, а середня мінімальна – -7,87 °C. Середня річна кількість опадів – 176 мм.
| Клімат поселення                              | Клімат поселення | Клімат поселення | Клімат поселення | Клімат поселення | Клімат поселення | Клімат поселення | Клімат поселення | Клімат поселення | Клімат поселення | Клімат поселення | Клімат поселення | Клімат поселення | Клімат поселення |
| Показник                                      | Січ.             | Лют.             | Бер.             | Квіт.            | Трав.            | Черв.            | Лип.             | Серп.            | Вер.             | Жовт.            | Лист.            | Груд.            |                  |
| Середній максимум, °C                         | 6,48             | 7,39             | 10,91            | 16,72            | 21,49            | 27,58            | 29,26            | 28,68            | 24,70            | 18,46            | 12,32            | 7,08             |                  |
| Середня температура, °C                       | −0,7             | 0,21             | 3,74             | 9,54             | 14,30            | 20,40            | 23,89            | 23,32            | 19,34            | 13,10            | 6,96             | 1,72             |                  |
| Середній мінімум, °C                          | −7,87            | −6,95            | −3,43            | 2,38             | 7,12             | 13,22            | 18,53            | 17,96            | 13,98            | 7,74             | 1,60             | −3,67            |                  |
| Норма опадів, мм                              | 28               | 28               | 35               | 24               | 17               | 2                | 2                | 1                | 0                | 6                | 13               | 20               |                  |
| Середньомісячна швидкість вітру, м/с          | 1.58             | 2.05             | 2.68             | 2.58             | 2.38             | 2.20             | 2.20             | 1.99             | 1.90             | 1.86             | 1.44             | 1.46             |                  |
| Середньомісячна сонячна радіація, кДж/м²·день | 9637             | 12791            | 15584            | 18922            | 22666            | 26731            | 26074            | 24467            | 21449            | 16098            | 11637            | 9346             |                  |
| --------------------------------------------- | ---------------- | ---------------- | ---------------- | ---------------- | ---------------- | ---------------- | ---------------- | ---------------- | ---------------- | ---------------- | ---------------- | ---------------- | ---------------- |
| Джерело:                                      |                  |                  |                  |                  |                  |                  |                  |                  |                  |                  |                  |                  |                  |